# 富里村 (茨城県)
富里村（とみさとむら）は茨城県猿島郡にかつて存在した村である。現在の茨城県坂東市の北部に位置する。

## 歴史
- 1889年（明治22年）4月1日 - 町村制施行に伴い猿島郡に以下の2村が成立。
  - 生子菅村 ← 生子村，菅谷村，生子新田
  - 逆井山村 ← 逆井村，山村
- 1955年（昭和30年）2月1日 - 生子菅村と逆井山村が合併し富里村が発足。
- 1956年（昭和31年）4月1日 - 沓掛町と合併し富里町が発足、即日改称して猿島町となる。同日富里村廃止。